# Jean-Nicolas Corvisart
Jean-Nicolas Corvisart (Dricourt, 15 de fevereiro de 1755 – Courbevoie, 18 de setembro de 1821) foi um médico francês. 
Adquiriu rapidamente fama com sua tradução da obra de Leopold Auenbrugger: Inventum Novum do latim ao francês.  Corvisart se interesssou especialmente na técnica de percussão torácica idealizada por Auenbrugg, técnica que desenvolveu e aperfeiçoou.
Em 1797 Corvisart começou a ensinar no Collège de France, onde ganhou uma notável reputação como cardiologista.
Em 1804 foi nomeado médico de Napoleão Bonaparte, que seguiu inclusive durante seu exílio na ilha de Santa Helena (território). Morreu seis anos depois em Courbevoie.